# Tibor Ordina
Tibor Ordina (Budapest, 17 marzo 1971 – Göd, 12 aprile 2016) è stato un lunghista e triplista ungherese.
Fu per alcuni periodi il miglior atleta magiaro nelle due discipline dei salti in estensione.

## Biografia

### Carriera

#### Salto in lungo
Nel salto in lungo si classificò undicesimo ai campionati europei indoor d'atletica del 1994. Lo stesso anno prese parte anche ai campionati europei outdoor, senza arrivare in finale. L'anno precedente aveva realizzato a Budapest la sua migliore misura, saltando 8,04 metri. Fu campione nazionale a più riprese, venendo poi superato da János Uzsoki e da Tamás Margl, suo amico-rivale.

#### Salto triplo
La sua esperienza da triplista fu decisamente più brillante, anche se neppure in questa specialità conquistò medaglie negli eventi più prestigiosi. Miglior triplista ungherese dal 1996 al 1999 (eccetto un breve periodo nel 1998, quando fu superato dall'amico-rivale Zsolt Czingler), rappresentò il suo Paese alle Olimpiadi di Atlanta, mancando però l'ingresso in finale. Il 1996 fu anche l'anno in cui egli effettuò il suo salto migliore, con una misura di 16,96 metri, durante un meeting a Budapest. Nel 1997 fu ammesso a disputare i campionati mondiali, sia outdoor che indoor: rimase fuori dalla finale dei primi, mentre in quelli indoor chiuse all'ottavo posto.

### Morte
Si spense nel 2016 all'età di 45 anni, a seguito di un tumore cerebrale da cui era affetto da oltre un decennio..

## Vita privata
Era sposato dal 2004 e nel 2005 gli era nato un figlio, Kristóf. Risiedeva a Göd.